# 周萌萌
周萌萌（英語：Rebecca Chou，1987年5月27日—），中国女子台球运动员，惯用左手。

## 生平
生于中国河北省秦皇岛，曾获2005年世界杯女子9球第九名、第十八届全日本东京公开赛女子组冠军。
在2006年亚洲运动会的女子台球九球半决赛期间突然放弃比赛，随后其宣称被队友田鹏飞性骚扰，事件随即在引起中国体坛及舆论界引起轩然大波。经中国台球协会事后的说明，12月8日当晚，田、周二人约会时发生冲突，田先动手，二人扭打起来后被梁文博劝开，周萌萌找到领队反映情况，领队批评了田鹏飞；但周萌萌拒绝了田鹏飞的道歉，又跑到田鹏飞的房间，用物品砸田鹏飞，后被组织安抚情绪。第二天的女子八球半决赛，周萌萌状态全无，以1-7告负，并向现场记者表示要退出接下来的九球比赛；事后周家还声称要走法律途径。2007年1月，中国台球协会宣布，田鹏飞因先动手引发冲突、周萌萌因不负责任退赛，二人双双禁赛一年、并公开道歉，至2007年12月31日。同年2月，周父撤销了对田鹏飞和台协的诉讼。2009年接受采访时，周萌萌已经是上海交通大学工商管理专业大二学生，与田鹏飞也不再联系。周萌萌随后逐渐淡出台球圈，2014年与钢琴师刘伟结婚。

## 荣誉
- 2001年全国女子排名赛季军
- 2002年国际时尚球类大赛女子组冠军
- 2003年亚洲达芙妮女子九球邀请赛广州站亚军
- 2003年海峡两岸天后杯邀请赛冠军
- 2004年大连和平广场杯女子九球公开赛个人冠军
- 2004年全国九号球职业大奖赛冠军
- 2004年宝辉杯海峡两岸对抗赛冠军
- 2004年世界杯青少年锦标赛女子组冠军
- 2004年第三十七届女子九球全日本公开赛第五名
- 2005年上海传奇杯台球赈灾义赛女子专业组冠军
- 2005年第十八届日本东京公开赛女子组冠军
- 2005年日本大阪公开赛亚军